# 皮拉图斯府
皮拉图斯府（Pilatushaus）是德国纽伦堡一座重要的历史建筑，位于老城区北半部的圣塞巴尔德区，纽伦堡城堡下方的蒂尔加特门广场，毗邻蒂尔加特门。它是纽伦堡老城保存下来为数不多的哥特式时期的住宅之一。现在是纽伦堡历史之路的一站。

## 历史
这是一座哥特式晚期建筑，建于1489年，属于甲冑師汉斯·格伦瓦尔德。1507年，雕塑家维特·维尔斯伯格买下了这所房子，之后它频繁易主。皮拉图斯府这个名字自17世纪就一直使用，当时该建筑被视为从亚当·卡夫十字街到圣约翰公墓的起点。1852至1857年，日耳曼國家博物館的创始人汉斯·冯·祖·奥夫塞（Hans von und zu Aufseß）住在这座建筑里，入口上方的家庭纹章可追溯到1853年。自1931年以来，该建筑一直由该市所有。

## 建筑
皮拉图斯府共有七层。底楼用砂岩建造。上面是木桁架建筑。顶部是陡峭的尖屋顶。
在底楼和木桁架之间的拐角，有圣乔治屠龙的形象。圣乔治是房主骑士和甲冑師的主保圣人。

## 展览
皮拉图斯府用于现代艺术的临时展览。四周环绕着历史悠久的住宅。 目前这所房子无人居住 可能进行翻新，尚未决定。